# نعیم مهیمن
نعیم مهیمن (انگلیسی: Naeem Mohaiemen؛ زادهٔ ۱۹۶۹) فیلم‌ساز، نویسنده و عکاس اهل بنگلادش است.